# Rose's Garden
Pour plus de détails, voir Fiche technique et Distribution.
Rose's Garden est un film américain de Shawna Baca et Craig Nisker sorti en 2003.

## Fiche technique
- Titre : Rose's Garden
- Réalisation : Shawna Baca et Craig Nisker
- Scénario : Shawna Baca
- Musique : Chris Anderson
- Photographie : Stephen Rocha
- Montage : Terry Kelley
- Production : Shawna Baca et Edward L. Plumb
- Société de production : 4 Elements Entertainment et Irena Belle Films
- Pays :  États-Unis
- Dates de sortie : 
  -  États-Unis : 1er juillet 2003

## Distribution
- Tippi Hedren : Rose
- Noël John Howard : Nathan
- Gloria Carmona : Anne
- Paul Webster : David
- Michael Klicman : le facteur
- Meredith Berg : la secrétaire
- Daniel Gonzalez : Anthony